# Google App Engine
A Google App Engine (rövidítve GAE vagy App Engine) egy platform szolgáltatás webalkalmazások fejlesztésére és működtetésére. Az alkalmazások egymástól elkülönítve és több szerveren futnak. Az App Engine automatikus skálázódást biztosít az alkalmazásoknak: ha a kérések száma nő, az App Engine több erőforrást biztosít. Az App Engine nagyobb infrastruktúrát ad, mint az Amazon EC2, vagy más hasonló skálázható futáskörnyezet, de csak a speciálisan App Engine-re írt alkalmazásokat tudja futtatni.
Az App Engine használata egy bizonyos korlátig ingyenes. Több tárhelyért, hálózati forgalomért vagy futási időért fizetni kell.

## Portolhatóság
Sokan aggódnak amiatt, hogy alkalmazásukat nem fogják tudni más rendszeren futtatni. Erre válaszként született néhány project, amely az App Engine zárt forrású részleteinek nyílt forráskódú megfelelőit ajánlják. Bár ezek a projectek eltérő fejlettségűek, egyikükön sem lehet annyira egyszerűen webalkalmazást telepíteni, mint a Google szolgáltatásán. Az AppScale és a TyphoonAE két ilyen project. Az AppScale java, python és go programok futtatására képes Amazon EC2 szolgáltatáson. A TyphoonAE csak python alkalmazások futtatására képes, de bármilyen linux oprendszer futtatását lehetővé tevő infrastruktúra szolgáltatást elfogad.

## Versenytársak
- Amazon Web Services
- OpenShift
- Heroku
- GoGrid
- Windows Azure
- Skytap
- Engine Yard

1. ↑  Python 2.7 release notes. (Hozzáférés: 2020. december 18.)
2. ↑  App Engine standard environment Python - Release notes. (Hozzáférés: 2020. december 18.)